# Meromacrus decorus
Meromacrus decorus är en tvåvingeart som först beskrevs av Friedrich Hermann Loew 1866.  Meromacrus decorus ingår i släktet Meromacrus och familjen blomflugor.
Artens utbredningsområde är Kuba. Inga underarter finns listade i Catalogue of Life.